# 성주 선송사 신중도
성주 선송사 신중도(星州 仙松寺 神衆圖)는 대한민국 경상북도 성주군 용암면 선송사에 있는 조선시대의 신중도이다. 2018년 12월 20일 경상북도의 문화재자료 제669호로 지정되었다.

## 개요
이 불화는 세로 121.3cm, 가로 68.1cm의 크기로 비단 3폭을 이은 장방형의 불화이다. 화면은 상부 중앙에 합장한 제석천과 천부중 2위를 좌우로 배치하고, 하부에는 갑옷으로 무장한 위태천을 중심으로 신장 2위를 각각 배치하여 모두 6위의 존상(尊像)들로 구성된 간략한 화면 구도이다. 화면 하단의 화기(畵記)란을 통해 1806년에 세연(世衍)이 제작한 불화임을 알 수 있다.
규모가 작은 불화이지만 18세기 후반에서 19세기 초반까지 경상도를 중심으로 활동한 신겸계(愼謙系) 화풍적 특징을 잘 반영하고 있는 작품이므로 문화재자료로 지정한다.

## 참고 문헌
- 성주 선송사 신중도 - 국가유산청 국가유산포털